# Dibang Valley (huyện)
Huyện Dibang Valley là một huyện thuộc bang Arunachal Pradesh, Ấn Độ. Thủ phủ huyện Dibang Valley đóng ở Anini. Huyện Dibang Valley có diện tích 13029 ki lô mét vuông. Đến thời điểm năm 2001, huyện Dibang Valley có dân số 57543 người.